# Inundațiile din România (1970)

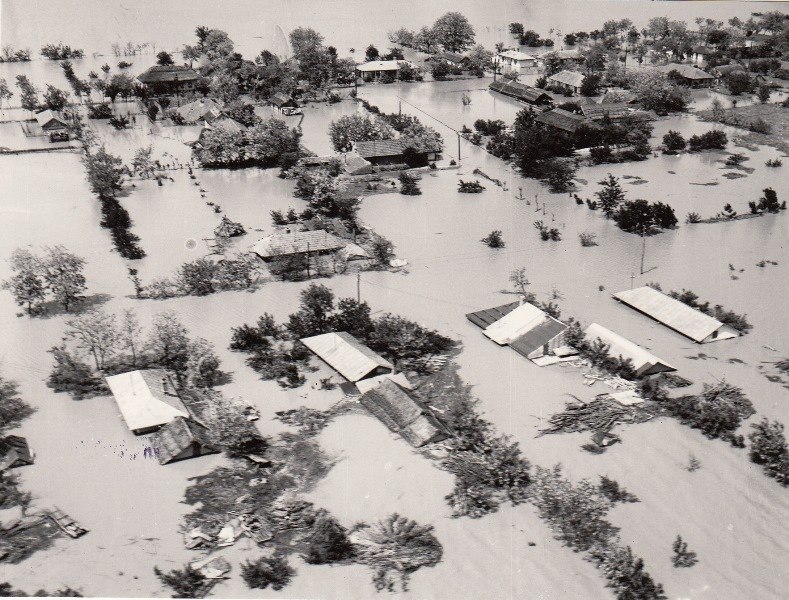
Inundațiile din Moldova din mai 1970

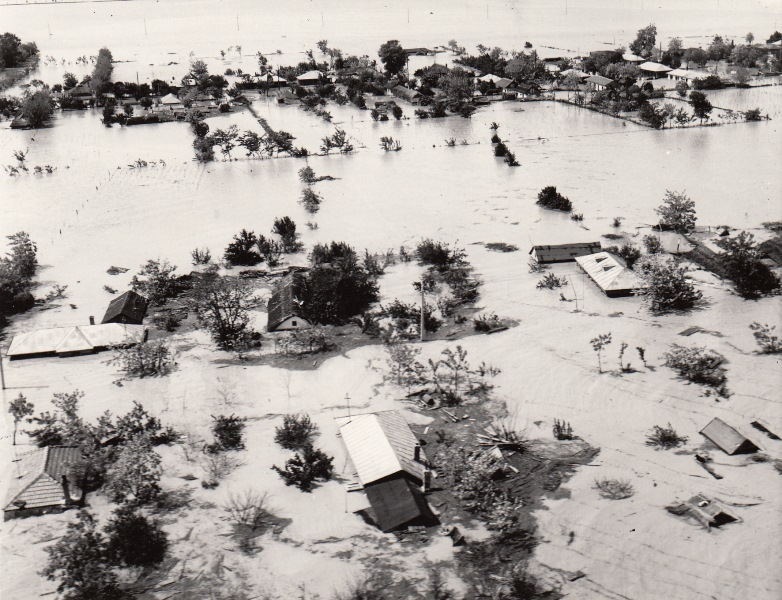
Inundațiile din Moldova din mai 1970

În anul 1970 au fost devastate de ape mai mult de 1.500 de localități din România.  Peste un milion de hectare au fost acoperite de ape.
Au fost total afectate de ape 83 de localități, iar parțial 1.528. De asemenea au fost avariate 385 de unități economice, au fost inundate 85.000 de case, dintre care peste 13.000 au fost complet distruse.
Cele mai mari pagube au fost înregistrate la Satu Mare. Aici, apele au spart un dig și o uzină electrică și au lăsat în întuneric oamenii ce incercau să se salveze. Însă au murit totuși 52 de persoane.

## Imagini

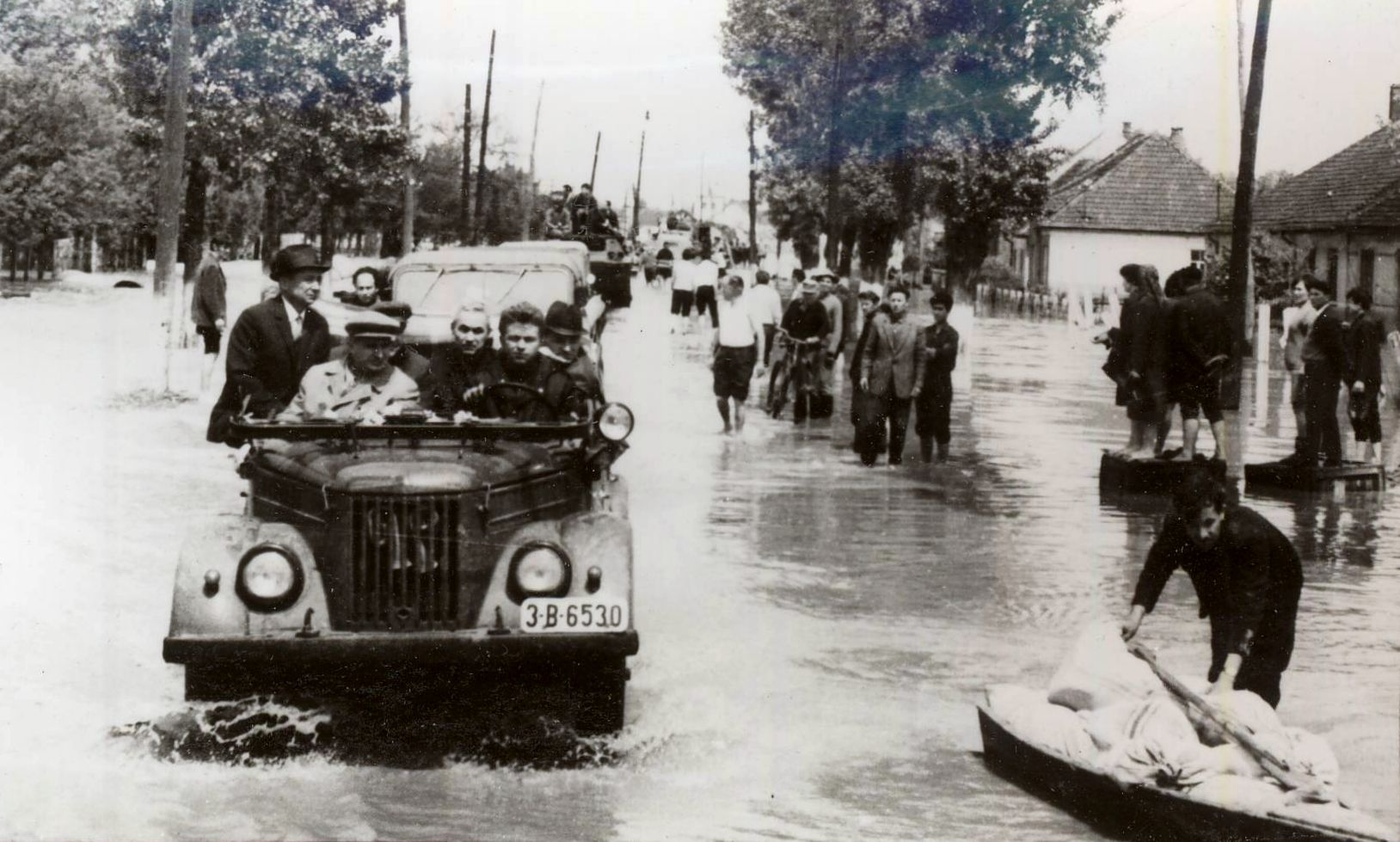
Vizita lui Nicolae Ceaușescu în Satu Mare la două zile după inundații
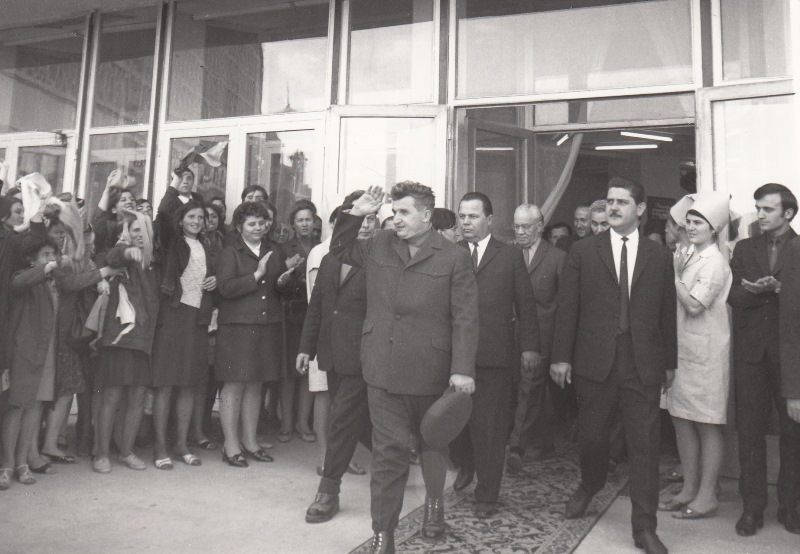
Vizita lui Nicolae Ceaușescu în județele din Moldova afectate de inundații (27-29 mai 1970)
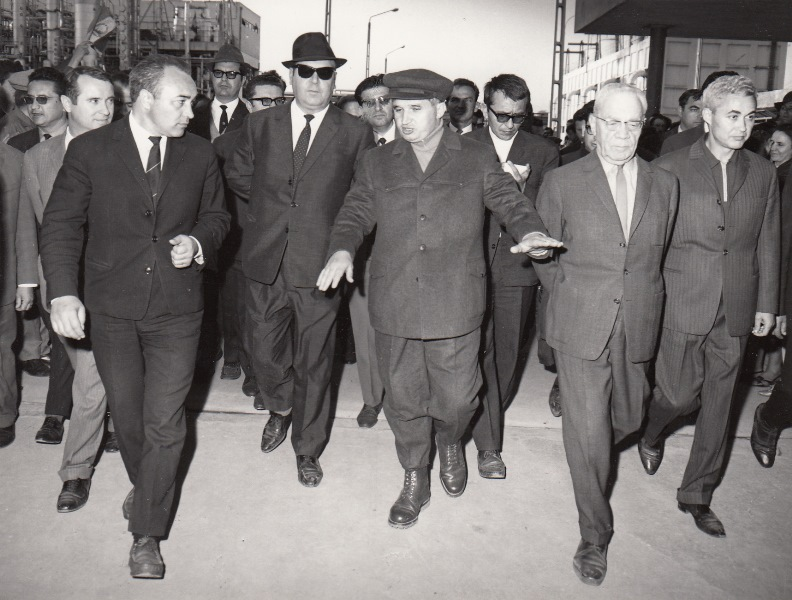
Vizita lui Nicolae Ceaușescu în județele din Moldova afectate de inundații (27-29 mai 1970)Vizita lui Nicolae Ceaușescu în județele din Moldova afectate de inundații (27-29 mai 1970)

## Vezi și
- Apa ca un bivol negru - documentar despre inundațiile din 1970; este regizat de Andrei Cătălin Băleanu, Pierre Bokor, Dan Pița, Mircea Veroiu și Youssouff Aidaby